# Tourville-la-Rivière
Tourville-la-Rivière is een gemeente in het Franse departement Seine-Maritime (regio Normandië) en telt 2280 inwoners (1999). De plaats maakt deel uit van het arrondissement Rouen.

## Geografie
De oppervlakte van Tourville-la-Rivière bedraagt 8,0 km², de bevolkingsdichtheid is 285,0 inwoners per km².

## Verkeer en vervoer
In de gemeente ligt spoorwegstation Tourville.
De onderstaande kaart toont de ligging van Tourville-la-Rivière met de belangrijkste infrastructuur en aangrenzende gemeenten.

## Demografie
Onderstaande figuur toont het verloop van het inwonertal (bron: INSEE-tellingen).